# Vladimir Barnasjov
Vladimir Michailovitsj Barnasjov (Russisch: Владимир Михайлович Барнашов) (Ryazany (Oblast Omsk), 26 februari 1951) is een Russisch voormalig biatleet. 

## Carrière
Barnasjov behaalde zijn grootste successen op de estafette, in 1980 werd hij met zijn ploeggenoten olympisch kampioen, op de wereldkampioenschappen won Barnasjov drie maal de bronzen medaille op de estafette.

## Belangrijkste resultaten

### Wereldkampioenschappen
| Jaar | Plaats     | Onderdeel   | Onderdeel | Onderdeel | Onderdeel |
| Jaar | Plaats     | Individueel | Sprint    | Estafette |           |
| ---- | ---------- | ----------- | --------- | --------- | --------- |
| 1978 | Hochfilzen | 10e         | 4e        | 4e        |           |
| 1979 | Ruhpolding | 16e         | 24e       | Brons     |           |
| 1981 | Lahti      | 13e         | —         | Brons     |           |
| 1982 | Minsk      | 25e         | 6e        | Brons     |           |

### Olympische Winterspelen
| Jaar | Plaats      | Onderdeel   | Onderdeel | Onderdeel |
| Jaar | Plaats      | Individueel | Sprint    | Estafette |
| ---- | ----------- | ----------- | --------- | --------- |
| 1980 | Lake Placid | 7e          | —         | Goud      |

1968: Tichonov, Poezanov, Mamatov, Goendartsev ·
1972:  Tichonov, Safin, Bjakov, Mamatov ·
1976: Jelizarov, Bjakov, Kroeglov sr., Tichonov ·
1980: Alikin, Tichonov, Barnasjov, Aljabjev ·
1984: Vasiljev, Kasjkarov, Šalna, Boeligin ·
1988: Vasiljev, Tsjepikov, Popov, Medvedtsev ·
1992: Groß, Steinigen, Kirchner, Fischer ·
1994: Groß, Luck, Kirchner, Fischer ·
1998: Groß, Sendel, Fischer, Luck ·
2002: Hanevold, Andresen, Gjelland, Bjørndalen ·
2006: Groß, Rösch, Fischer, Greis ·
2010: Hanevold, T. Bø, Svendsen, Bjørndalen ·
2014: Volkov, Oestjoegov, Malysjko, Sjipoelin ·
2018: Femling, Nelin, Samuelsson, Lindström ·
2022: Lægreid, T. Bø, J.T. Bø, Christiansen